# Emilka dojrzewa
Emilka dojrzewa (alternatywny tytuł : "Emilka szuka swojej gwiazdy", oryg. Emily Climbs, 1925), powieść dla dziewcząt autorstwa Lucy Maud Montgomery, ciąg dalszy przygód bohaterki Emilki ze Srebrnego Nowiu, kontynuowany później w Emilce na falach życia.
Nastoletnia już Emilka, kontynuuje naukę w gimnazjum. Zaczyna odnosić pierwsze literackie sukcesy oraz angażuje się uczuciowo.